# Samegrelo
Samegrelo, Samargalo, Megrelie, Mingrelie nebo dříve Odiši (gruzínsky სამეგრელო, Samegrelo, megrelsky სამარგალო, Samargalo) je jedním z historických regionů na západě Gruzie. Je obývaná převážně národem Megrelů, kteří bývají někdy považováni za subetnikum Gruzínů.
V minulosti se zde nacházelo Megrelské knížectví (gruzínsky სამეგრელოს სამთავრო), které zaujímalo velkou část dnešního regionu Samegrelo-Horní Svanetie (bez Svanetie) a jihovýchodní část Abcházie a jejím hlavním městem bylo dnešní krajské město Zugdidi.

## Historie

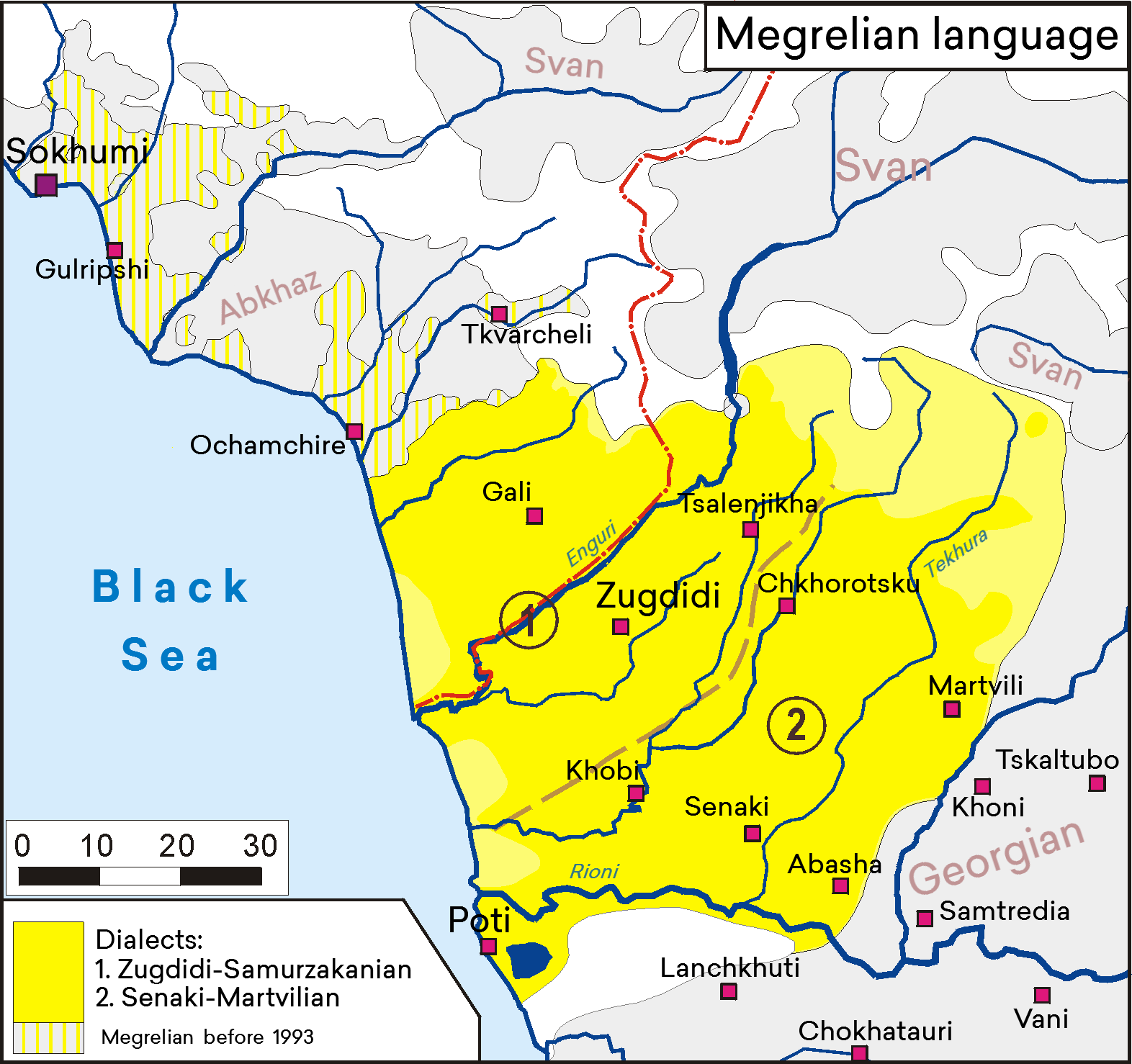
Mapa jazyka v Megrelii

Megrelie bývala ve starověku součástí Kolchidy a jejího nástupnického státu Egrisi (nebo řecky Lazika). V době vrcholného středověku (11.–15. století) byla Megrelie začleněna do sjednoceného Gruzínského království a v jeho rámci bylo vyhlášeno Megrelské knížectví. Po rozpadu království v 16. století získala Megrelie poprvé nezávislost, ale dostala se brzy pod tlak Osmanských Turků, kterým muselo vyplácet tribut. Vládnoucím rodem se stal rod Dadianiů. V roce 1803 se knížectví dostalo pod ochranu carského Ruska na základě smlouvy mezi carem Alexandrem I. a megrelským knížetem Grigolem. V letech 1857 až 1867 bylo nejprve knížectví zrušeno a pak se stalo součástí kutaiské gubernie. 
Od roku 1918 do 1921 byla Megrelie součástí Gruzínské demokratické republiky, která se odtrhla od Ruska, později byla obsazena Rudou armádou a přičleněna ke Gruzínské SSR. Po rozpadu SSSR v roce 1991 se Megrelie stala opět součástí Gruzie, ale v letech 1992–1993 se zde odehrála brutální občanská válka souběžně s válkou v Abcházii, jejímž výsledkem bylo vyhnání většiny Gruzínců a Mingelců z Abcházie.